# تپه قلعه کهنه کند
تپه قلعه کهنه کند مربوط به دوره اشکانیان - دوران‌های تاریخی پس از اسلام است و در بجنورد، ۵ کیلومتری غرب شهر واقع شده و این اثر در تاریخ ۲۵ آذر ۱۳۷۵ با شمارهٔ ثبت ۱۸۱۱ به‌عنوان یکی از آثار ملی ایران به ثبت رسیده‌است.